# Joonas Tamm
Joonas Tamm (Viljandi, 2 febbraio 1992) è un calciatore estone, difensore del Botev Plovdiv e della nazionale estone.

## Carriera

### Club
Tamm ha cominciato la carriera con la maglia del Tulevik Viljandi. È poi passato al Flora Tallinn, compagine per cui ha avuto l'opportunità di esordire nelle competizioni europee per club: il 23 luglio 2009 ha infatti sostituito Vjatšeslav Zahovaiko nella sconfitta per 1-4 patita contro il Brøndby, sfida valida per i turni preliminari dell'Europa League.
Ad agosto 2009 è passato in prestito alla Sampdoria, che lo ha aggregato alla formazione Primavera. È poi tornato al Flora Tallinn, contribuendo alla vittoria finale del campionato 2010.
A gennaio 2011 è stato ingaggiato dagli svedesi dell'IFK Norrköping. A luglio è passato in prestito al Sylvia, in Division 1. Ha debuttato in squadra il 9 luglio, subentrando a Joakim Lengyel nella vittoria per 1-2 maturata sul campo del Motala, anche in virtù di una sua rete.
È poi tornato all'IFK Norrköping, dov'è rimasto fino ad agosto 2013, quando è stato nuovamente ceduto in prestito al Sylvia. Il 2 dicembre 2013 è stato ingaggiato a titolo definitivo dal Trelleborg, con un contratto valido dal 1º gennaio successivo.
A gennaio 2015 ha fatto ritorno in Estonia, per militare nelle file del Tulevik Viljandi. A luglio dello stesso anno si è trasferito al Flora Tallinn, contribuendo alle vittorie dei campionati 2015 e 2017, dell'Eesti Karikas 2015-2016 e dell'Eesti Superkarikas 2016.
Il 31 gennaio 2018, i norvegesi del Sarpsborg 08 hanno reso noto l'ingaggio di Tamm, con la formula del prestito: la nuova squadra si è riservata anche un'opzione per l'acquisto a titolo definitivo del calciatore.
L'8 febbraio 2019 è passato a titolo definitivo ai polacchi del Korona Kielce.
Nel gennaio 2020, passa al Desna Černihiv, squadra di Černihiv, in Ucraina che milita nella Prem"jer-liha, la massima serie del campionato ucraino di calcio. Nell'estate 2021 il suo contratto termina.

### Nazionale
Tamm ha rappresentato l'Estonia a livello Under-17, Under-19, Under-21, Under-23 e di Nazionale maggiore. Per quanto concerne quest'ultima selezione, ha debuttato in data 19 giugno 2011, schierato titolare nella sconfitta per 4-0 contro il Cile, in amichevole.
Il 7 ottobre 2017 ha messo a segno le prime reti in nazionale, con una tripletta realizzata ai danni di Gibilterra in una sfida valida per le qualificazioni al campionato del mondo 2018, terminata con un successo esterno col punteggio di 0-6.

## Statistiche

### Presenze e reti nei club
Statistiche aggiornate all'8 febbraio 2019.
| Stagione                | Club                    | Campionato              | Campionato | Campionato | Coppe nazionali | Coppe nazionali | Coppe nazionali | Coppe continentali | Coppe continentali | Coppe continentali | Supercoppe | Supercoppe | Supercoppe | Totale | Totale |
| Stagione                | Club                    | Comp                    | Pres       | Reti       | Comp            | Pres            | Reti            | Comp               | Pres               | Reti               | Comp       | Pres       | Reti       | Pres   | Reti   |
| ----------------------- | ----------------------- | ----------------------- | ---------- | ---------- | --------------- | --------------- | --------------- | ------------------ | ------------------ | ------------------ | ---------- | ---------- | ---------- | ------ | ------ |
| 2008                    | Tulevik Viljandi        | ML                      | 15         | 0          | CE              | ?               | ?               | -                  | -                  | -                  | -          | -          | -          | 15+    | 0+     |
| gen.-ago. 2009          | Flora Tallinn           | ML                      | 9          | 1          | CE              | ?               | ?               | UEL                | 1                  | 0                  | SE         | ?          | ?          | 10+    | 1+     |
| ago.-dic. 2010          | Flora Tallinn           | ML                      | 13         | 2          | CE              | ?               | ?               | UEL                | -                  | -                  | SE         | -          | -          | 13     | 2      |
| gen.-lug. 2011          | IFK Norrköping          | A                       | 0          | 0          | CS              | 0               | 0               | -                  | -                  | -                  | -          | -          | -          | 0      | 0      |
| lug.-dic. 2011          | Sylvia                  | D1                      | 4+1        | 1+0        | CS              | -               | -               | -                  | -                  | -                  | -          | -          | -          | 5      | 1      |
| 2012                    | IFK Norrköping          | A                       | 2          | 0          | CS              | 0               | 0               | -                  | -                  | -                  | -          | -          | -          | 2      | 0      |
| gen.-ago. 2013          | IFK Norrköping          | A                       | 2          | 0          | CS              | 0               | 0               | -                  | -                  | -                  | -          | -          | -          | 2      | 0      |
| Totale IFK Norrköping   | Totale IFK Norrköping   | Totale IFK Norrköping   | 4          | 0          |                 | 0               | 0               |                    | -                  | -                  |            | -          | -          | 4      | 0      |
| ago.-dic. 2013          | Sylvia                  | D1                      | 8          | 4          | CS              | -               | -               | -                  | -                  | -                  | -          | -          | -          | 8      | 4      |
| Totale Sylvia           | Totale Sylvia           | Totale Sylvia           | 12+1       | 5+0        |                 | -               | -               |                    | -                  | -                  |            | -          | -          | 13     | 5      |
| 2014                    | Trelleborg              | D1                      | 23         | 3          | CS              | 0               | 0               | -                  | -                  | -                  | -          | -          | -          | 23     | 3      |
| gen.-lug. 2015          | Tulevik Viljandi        | ML                      | 15         | 9          | CE              | 0               | 0               | -                  | -                  | -                  | -          | -          | -          | 15     | 9      |
| Totale Tulevik Viljandi | Totale Tulevik Viljandi | Totale Tulevik Viljandi | 30         | 9          |                 | ?               | ?               |                    | -                  | -                  |            | -          | -          | 30+    | 9+     |
| lug.-dic. 2015          | Flora Tallinn           | ML                      | 18         | 1          | CE              | 3               | 4               | UEL                | 2                  | 0                  | SE         | -          | -          | 23     | 5      |
| 2016                    | Flora Tallinn           | ML                      | 31         | 2          | CE              | 1               | 0               | UCL                | 1                  | 0                  | SE         | 1          | 0          | 34     | 2      |
| 2017                    | Flora Tallinn           | ML                      | 34         | 3          | CE              | 0               | 0               | UEL                | 2                  | 0                  | SE         | 0          | 0          | 36     | 3      |
| Totale Flora Tallinn    | Totale Flora Tallinn    | Totale Flora Tallinn    | 105        | 9          |                 | 4+              | 4+              |                    | 6                  | 0                  |            | 1+         | 0+         | 116+   | 13+    |
| 2018                    | Sarpsborg 08            | ES                      | 24         | 2          | CN              | 0               | 0               | UEL                | 12                 | 0                  | -          | -          | -          | 36     | 0      |
| feb.-giu. 2019          | Korona Kielce           | EK                      | 0          | 0          | CP              | -               | -               | -                  | -                  | -                  | -          | -          | -          | 0      | 0      |
| gen. 2020               | Desna Černihiv          | PL                      | 13         | 1          | CU              | 1               | 0               | 0                  | 0                  | 0                  | 0          | 0          | 0          | 14     | 1      |
| 2020-2021               | Desna Černihiv          | PL                      | 20         | 1          | CU              | 2               | 0               |                    | 1                  | 0                  |            | 0          | 0          | 23     | 1      |
| Totale                  | Totale                  | Totale                  | 198+1      | 25+0       |                 | 4+              | 4+              |                    | 18                 | 0                  |            | 1+         | 0+         | 227+   | 29+    |

### Cronologia presenze e reti in Nazionale
| Cronologia completa delle presenze e delle reti in nazionale ― Finlandia | Cronologia completa delle presenze e delle reti in nazionale ― Finlandia | Cronologia completa delle presenze e delle reti in nazionale ― Finlandia | Cronologia completa delle presenze e delle reti in nazionale ― Finlandia | Cronologia completa delle presenze e delle reti in nazionale ― Finlandia | Cronologia completa delle presenze e delle reti in nazionale ― Finlandia | Cronologia completa delle presenze e delle reti in nazionale ― Finlandia | Cronologia completa delle presenze e delle reti in nazionale ― Finlandia |
| Data                                                                     | Città                                                                    | In casa                                                                  | Risultato                                                                | Ospiti                                                                   | Competizione                                                             | Reti                                                                     | Note                                                                     |
| ------------------------------------------------------------------------ | ------------------------------------------------------------------------ | ------------------------------------------------------------------------ | ------------------------------------------------------------------------ | ------------------------------------------------------------------------ | ------------------------------------------------------------------------ | ------------------------------------------------------------------------ | ------------------------------------------------------------------------ |
| 19-6-2011                                                                | Santiago del Cile                                                        | Cile                                                                     | 4 – 0                                                                    | Estonia                                                                  | Amichevole                                                               | -                                                                        | 63’                                                                      |
| 23-6-2011                                                                | Rivera                                                                   | Uruguay                                                                  | 3 – 0                                                                    | Estonia                                                                  | Amichevole                                                               | -                                                                        | 80’                                                                      |
| 29-2-2012                                                                | Los Angeles                                                              | El Salvador                                                              | 0 – 2                                                                    | Estonia                                                                  | Amichevole                                                               | -                                                                        | 70’                                                                      |
| 25-5-2012                                                                | Pola                                                                     | Croazia                                                                  | 3 – 1                                                                    | Estonia                                                                  | Amichevole                                                               | -                                                                        | 58’                                                                      |
| 28-5-2012                                                                | Kufstein                                                                 | Ucraina                                                                  | 4 – 0                                                                    | Estonia                                                                  | Amichevole                                                               | -                                                                        | 46’                                                                      |
| 29-5-2016                                                                | Klaipėda                                                                 | Lituania                                                                 | 2 – 0                                                                    | Estonia                                                                  | Coppa del Baltico 2016                                                   | -                                                                        | 67’                                                                      |
| 23-11-2016                                                               | Saint John's                                                             | Antigua e Barbuda                                                        | 0 – 1                                                                    | Estonia                                                                  | Amichevole                                                               | -                                                                        |                                                                          |
| 31-8-2017                                                                | Il Pireo                                                                 | Grecia                                                                   | 0 – 0                                                                    | Estonia                                                                  | Qual. Mondiali 2018                                                      | -                                                                        | 90’                                                                      |
| 3-9-2017                                                                 | Tallinn                                                                  | Estonia                                                                  | 1 – 0                                                                    | Cipro                                                                    | Qual. Mondiali 2018                                                      | -                                                                        | 87’                                                                      |
| 7-10-2017                                                                | Faro                                                                     | Gibilterra                                                               | 0 – 6                                                                    | Estonia                                                                  | Qual. Mondiali 2018                                                      | 3                                                                        |                                                                          |
| 10-10-2017                                                               | Tallinn                                                                  | Estonia                                                                  | 1 – 2                                                                    | Bosnia ed Erzegovina                                                     | Qual. Mondiali 2018                                                      | -                                                                        | 69’                                                                      |
| 9-11-2017                                                                | Helsinki                                                                 | Finlandia                                                                | 3 – 0                                                                    | Estonia                                                                  | Amichevole                                                               | -                                                                        |                                                                          |
| 12-11-2017                                                               | Ta' Qali                                                                 | Malta                                                                    | 0 – 3                                                                    | Estonia                                                                  | Amichevole                                                               | -                                                                        | 58’                                                                      |
| 18-11-2017                                                               | Suva                                                                     | Figi                                                                     | 0 – 2                                                                    | Estonia                                                                  | Amichevole                                                               | -                                                                        |                                                                          |
| 22-11-2017                                                               | Port Vila                                                                | Vanuatu                                                                  | 0 – 1                                                                    | Estonia                                                                  | Amichevole                                                               | -                                                                        |                                                                          |
| 25-11-2017                                                               | Numea                                                                    | Nuova Caledonia                                                          | 1 – 1                                                                    | Estonia                                                                  | Amichevole                                                               | -                                                                        | 68’                                                                      |
| 7-1-2018                                                                 | Abu Dhabi                                                                | Estonia                                                                  | 1 – 1                                                                    | Svezia                                                                   | Amichevole                                                               | -                                                                        |                                                                          |
| 24-3-2018                                                                | Erevan                                                                   | Armenia                                                                  | 0 – 0                                                                    | Estonia                                                                  | Amichevole                                                               | -                                                                        |                                                                          |
| 27-3-2018                                                                | Tbilisi                                                                  | Georgia                                                                  | 2 – 0                                                                    | Estonia                                                                  | Amichevole                                                               | -                                                                        |                                                                          |
| 30-5-2018                                                                | Rakvere                                                                  | Estonia                                                                  | 2 – 0                                                                    | Lituania                                                                 | Coppa del Baltico 2018                                                   | -                                                                        | 81’                                                                      |
| 2-6-2018                                                                 | Rīga                                                                     | Lettonia                                                                 | 1 – 0                                                                    | Estonia                                                                  | Coppa del Baltico 2018                                                   | -                                                                        |                                                                          |
| 8-9-2018                                                                 | Tallinn                                                                  | Estonia                                                                  | 0 – 1                                                                    | Grecia                                                                   | UEFA Nations League 2018-2019 - 1º turno                                 | -                                                                        | 80’                                                                      |
| 11-9-2018                                                                | Helsinki                                                                 | Finlandia                                                                | 1 – 0                                                                    | Estonia                                                                  | UEFA Nations League 2018-2019 - 1º turno                                 | -                                                                        |                                                                          |
| 12-10-2018                                                               | Tallinn                                                                  | Estonia                                                                  | 0 – 1                                                                    | Finlandia                                                                | UEFA Nations League 2018-2019 - 1º turno                                 | -                                                                        |                                                                          |
| 15-10-2018                                                               | Tallinn                                                                  | Estonia                                                                  | 3 – 3                                                                    | Ungheria                                                                 | UEFA Nations League 2018-2019 - 1º turno                                 | -                                                                        |                                                                          |
| 15-11-2018                                                               | Budapest                                                                 | Ungheria                                                                 | 2 – 0                                                                    | Estonia                                                                  | UEFA Nations League 2018-2019 - 1º turno                                 | -                                                                        |                                                                          |
| 18-11-2018                                                               | Atene                                                                    | Grecia                                                                   | 0 – 1                                                                    | Estonia                                                                  | UEFA Nations League 2018-2019 - 1º turno                                 | -                                                                        |                                                                          |
| 15-1-2019                                                                | Doha                                                                     | Estonia                                                                  | 0 – 0                                                                    | Islanda                                                                  | Amichevole                                                               | -                                                                        | 46’                                                                      |
| 21-3-2019                                                                | Belfast                                                                  | Irlanda del Nord                                                         | 2 – 0                                                                    | Estonia                                                                  | Qual. Euro 2020                                                          | -                                                                        | 35’                                                                      |
| 8-6-2019                                                                 | Tallinn                                                                  | Estonia                                                                  | 1 – 2                                                                    | Irlanda del Nord                                                         | Qual. Euro 2020                                                          | -                                                                        | 85’                                                                      |
| 11-6-2019                                                                | Magonza                                                                  | Germania                                                                 | 8 – 0                                                                    | Estonia                                                                  | Qual. Euro 2020                                                          | -                                                                        | 25’                                                                      |
| 6-9-2019                                                                 | Tallinn                                                                  | Estonia                                                                  | 1 – 2                                                                    | Bielorussia                                                              | Qual. Euro 2020                                                          | -                                                                        |                                                                          |
| 9-9-2019                                                                 | Tallinn                                                                  | Estonia                                                                  | 0 – 4                                                                    | Paesi Bassi                                                              | Qual. Euro 2020                                                          | -                                                                        | 70’                                                                      |
| 13-10-2019                                                               | Tallinn                                                                  | Estonia                                                                  | 0 – 3                                                                    | Germania                                                                 | Qual. Euro 2020                                                          | -                                                                        |                                                                          |
| 19-11-2019                                                               | Amsterdam                                                                | Paesi Bassi                                                              | 5 – 0                                                                    | Estonia                                                                  | Qual. Euro 2020                                                          | -                                                                        |                                                                          |
| 5-9-2020                                                                 | Tallinn                                                                  | Estonia                                                                  | 0 – 1                                                                    | Georgia                                                                  | UEFA Nations League 2020-2021 - 1º turno                                 | -                                                                        |                                                                          |
| 15-11-2020                                                               | Skopje                                                                   | Macedonia del Nord                                                       | 2 – 1                                                                    | Estonia                                                                  | UEFA Nations League 2020-2021 - 1º turno                                 | -                                                                        |                                                                          |
| 18-11-2020                                                               | Tbilisi                                                                  | Georgia                                                                  | 0 – 0                                                                    | Estonia                                                                  | UEFA Nations League 2020-2021 - 1º turno                                 | -                                                                        |                                                                          |
| 1-6-2021                                                                 | Vilnius                                                                  | Lituania                                                                 | 0 – 1                                                                    | Estonia                                                                  | Coppa del Baltico 2021                                                   | -                                                                        | 15’                                                                      |
| 4-6-2021                                                                 | Helsinki                                                                 | Finlandia                                                                | 0 – 1                                                                    | Estonia                                                                  | Amichevole                                                               | -                                                                        |                                                                          |
| 10-6-2021                                                                | Tallinn                                                                  | Estonia                                                                  | 2 – 1                                                                    | Lettonia                                                                 | Coppa del Baltico 2021                                                   | -                                                                        | 69’                                                                      |
| 2-9-2021                                                                 | Tallinn                                                                  | Estonia                                                                  | 2 – 5                                                                    | Belgio                                                                   | Qual. Mondiali 2022                                                      | -                                                                        | 55’                                                                      |
| 8-10-2021                                                                | Tallinn                                                                  | Estonia                                                                  | 2 – 0                                                                    | Bielorussia                                                              | Qual. Mondiali 2022                                                      | -                                                                        |                                                                          |
| 11-10-2021                                                               | Tallinn                                                                  | Estonia                                                                  | 0 – 1                                                                    | Galles                                                                   | Qual. Mondiali 2022                                                      | -                                                                        |                                                                          |
| 13-11-2021                                                               | Bruxelles                                                                | Belgio                                                                   | 3 – 1                                                                    | Estonia                                                                  | Qual. Mondiali 2022                                                      | -                                                                        |                                                                          |
| 16-11-2021                                                               | Praga                                                                    | Rep. Ceca                                                                | 2 – 0                                                                    | Estonia                                                                  | Qual. Mondiali 2022                                                      | -                                                                        |                                                                          |
| 24-3-2022                                                                | Tallinn                                                                  | Estonia                                                                  | 0 – 0                                                                    | Cipro                                                                    | UEFA Nations League 2020-2021 - Play-out                                 | -                                                                        |                                                                          |
| 29-3-2022                                                                | Larnaca                                                                  | Cipro                                                                    | 2 – 0                                                                    | Estonia                                                                  | UEFA Nations League 2020-2021 - Play-out                                 | -                                                                        | 87’                                                                      |
| 2-6-2022                                                                 | Tallinn                                                                  | Estonia                                                                  | 2 – 0                                                                    | San Marino                                                               | UEFA Nations League 2022-2023 - 1º turno                                 | 1                                                                        |                                                                          |
| 9-6-2022                                                                 | Ta' Qali                                                                 | Malta                                                                    | 1 – 2                                                                    | Estonia                                                                  | UEFA Nations League 2022-2023 - 1º turno                                 | -                                                                        |                                                                          |
| 23-9-2022                                                                | Tallinn                                                                  | Estonia                                                                  | 2 – 1                                                                    | Malta                                                                    | UEFA Nations League 2022-2023 - 1º turno                                 | -                                                                        |                                                                          |
| 26-9-2022                                                                | Serravalle                                                               | San Marino                                                               | 0 – 4                                                                    | Estonia                                                                  | UEFA Nations League 2022-2023 - 1º turno                                 | -                                                                        |                                                                          |
| 27-3-2023                                                                | Linz                                                                     | Austria                                                                  | 2 – 1                                                                    | Estonia                                                                  | Qual. Euro 2024                                                          | -                                                                        |                                                                          |
| 9-9-2023                                                                 | Tallinn                                                                  | Estonia                                                                  | 0 – 5                                                                    | Svezia                                                                   | Qual. Euro 2024                                                          | -                                                                        |                                                                          |
| 12-9-2023                                                                | Bruxelles                                                                | Belgio                                                                   | 5 – 0                                                                    | Estonia                                                                  | Qual. Euro 2024                                                          | -                                                                        |                                                                          |
| 16-11-2023                                                               | Tallinn                                                                  | Estonia                                                                  | 0 – 2                                                                    | Austria                                                                  | Qual. Euro 2024                                                          | -                                                                        |                                                                          |
| 19-11-2023                                                               | Solna                                                                    | Svezia                                                                   | 2 – 0                                                                    | Estonia                                                                  | Qual. Euro 2024                                                          | -                                                                        | 62’                                                                      |
| 21-3-2024                                                                | Varsavia                                                                 | Polonia                                                                  | 5 – 1                                                                    | Estonia                                                                  | Qual. Euro 2024                                                          | -                                                                        |                                                                          |
| 5-9-2024                                                                 | Tallinn                                                                  | Estonia                                                                  | 0 – 1                                                                    | Slovacchia                                                               | UEFA Nations League 2024-2025 - 1º turno                                 | -                                                                        |                                                                          |
| 8-9-2024                                                                 | Solna                                                                    | Svezia                                                                   | 3 – 0                                                                    | Estonia                                                                  | UEFA Nations League 2024-2025 - 1º turno                                 | -                                                                        |                                                                          |
| 11-10-2024                                                               | Tallinn                                                                  | Estonia                                                                  | 3 – 1                                                                    | Azerbaigian                                                              | UEFA Nations League 2024-2025 - 1º turno                                 | -                                                                        |                                                                          |
| 14-10-2024                                                               | Tallinn                                                                  | Estonia                                                                  | 0 – 3                                                                    | Svezia                                                                   | UEFA Nations League 2024-2025 - 1º turno                                 | -                                                                        |                                                                          |
| 16-11-2024                                                               | Qəbələ                                                                   | Azerbaigian                                                              | 0 – 0                                                                    | Estonia                                                                  | UEFA Nations League 2024-2025 - 1º turno                                 | -                                                                        |                                                                          |
| 19-11-2024                                                               | Bratislava                                                               | Slovacchia                                                               | 1 – 0                                                                    | Estonia                                                                  | UEFA Nations League 2024-2025 - 1º turno                                 | -                                                                        | 87’                                                                      |
| 22-3-2025                                                                | Debrecen                                                                 | Israele                                                                  | 2 – 1                                                                    | Estonia                                                                  | Qual. Mondiali 2026                                                      | -                                                                        | 82’                                                                      |
| Totale                                                                   |                                                                          | Presenze                                                                 | 65                                                                       |                                                                          | Reti                                                                     | 4                                                                        |                                                                          |

## Palmarès

### Club

#### Competizioni nazionali
- Campionato estone: 4

Flora Tallinn: 2010, 2015, 2017, 2022
- Coppa d'Estonia: 1

Flora Tallinn: 2015-2016
- Supercoppa d'Estonia: 2

Flora Tallinn: 2009, 2016
- Coppa di Bulgaria: 1

Botev Plovdiv: 2023-2024

### Nazionale
- Coppa del Baltico: 1

2020

### Individuale
- Calciatore estone dell'anno:2022